# Уорнер, Уильям Джон
Уильям Джон Уорнер (англ. William John Warner, 1 ноября 1866 ― 8 октября 1936), также известный под псевдонимом Кейро ― ирландский астролог и известная оккультная фигура начала 20 века. Он был также ясновидящим, который изучал хиромантию, астрологию и нумерологию в Индии во время своего пребывания там. Он прославился тем, что делал предсказания известным и влиятельным клиентам, а также мог предвидеть мировые события.

## Юность и личная жизнь
Родился в деревне Ратдаун, недалеко от Дублина, Ирландия, в семье Уильяма Уорнера и Маргарет Томпсон Уорнер. Затем взял имя граф Луи Хамон.
Как упоминалось в его мемуарах, он приобрел опыт в Индии. Подростком Уорнер отправился в бомбейский порт Аполло Бандер. Там он встретил своего Гуру, индийского брамина Читпавана, который отвез его в свою деревню в долине Конкан в штате Махараштра. Позже брахманы разрешили ему изучить древнюю книгу, в которой имелось много исследований. После тщательного изучения практик в течение двух лет он вернулся в Лондон и начал свою карьеру хироманта.
Уильям не имел желания жениться, но понимал, что ему это суждено в конце жизни. Это произошло после того, как женщина ухаживала за ним во время тяжелой болезни. Этому вопросу в его мемуарах посвящена отдельная глава.

## Карьера
В конце 19-го и начале 20-го веков у Уорнера было множество поклонников среди известных европейских и американских клиентов. Он читал по ладони и предсказывал судьбы таких известных личностей, как Марк Твен, Уильям Томас Стед, Сара Бернар, Мата Хари, Оскар Уайльд, Гровер Кливленд, Томас Эдисон, принц Уэльский, генерал Китченер, Уильям Эварт Гладстон и Джозеф Чемберлен. Он задокументировал свои встречи с этими клиентами, попросив их подписать гостевую книгу. В ней он призвал их прокомментировать свой опыт в качестве субъектов его анализа. О принце Уэльском он написал:
Я бы не удивился, если бы он отказался от всего, включая свое право быть коронованным, ради женщины, которую он любил.
 Уорнер также предсказал, что евреи вернутся в Палестину и страна снова будет называться Израилем.
В своей автобиографической книге «Мемуары Кейро: воспоминания хироманта» он включил рассказы о своих интервью с королем Эдуардом VII, Уильямом Гладстоном, Чарльзом Стюартом Парнеллом, Генри Мортоном Стенли, Сарой Бернар, Оскаром Уайльдом, профессором Максом Мюллером, Бланш Рузвельт, графом де Пари, Джозефом Чемберленом, лордом Расселом из Киллоуэна, Робертом Ингерсоллом, Эллой Уилер Уилкокс, Лилли Лэнгтри, У. Т. Стедом, Ричардом Крокером, Наталией Янотой и другими выдающимися людьми своей эпохи.
Книга «Последние секреты Титаника» включает подробный отчет об одном из предсказаний Кейро по ладони Уильяма Пирри, председателя Harland and Wolf, строителей Титаника. Он предсказал, что скоро тому придется сражаться за свою жизнь, рассказывая о битве вокруг затонувшего Титаника.

Об астрологии Кейро говорил:
Это становится исследованием, не противоречащим велениям разума, но в соответствии с теми естественными законами, которые мы наблюдаем при формировании даже неодушевленных предметов, которые, демонстрируя действие предшествующей причины, сами по себе являются причиной последующего следствия.

Кейро был настолько популярен как хиромант, что даже те, кто не верил в оккультизм, не могли отказаться от его услуг. Скептически настроенный Марк Твен написал в книге посетителей:
Кейро раскрыл мне мой характер с унизительной точностью. Я не должен признаваться в этой точности, но все же я тронут этим.
Другие упоминания в книге посетителей включают:
Изучение людей, одаренных оккультными способностями, интересовало меня в течение нескольких лет. Я встречалась и консультировалась со многими. Почти во всех отношениях я считаю Кейро самым высокоодаренным из них. Он не только удивляет, но и помогает. - Элла Уилер Уилкокс.
Ты замечательный. Что еще я могу сказать? - мадам Нелли Мельба
.

## Смерть
Проведя несколько лет в Лондоне и много путешествуя по миру, Кейро переехал в США. Последние годы своей жизни он провел в Голливуде, принимая до двадцати клиентов в день и работая сценаристом перед своей смертью в 1936 году в результате сердечного приступа.
Из журнала «Тайм» от 19 октября 1936 года:
Умер Граф Луи Хамон (Кейро), 69 лет, знаменитый хиромант старого времени после долгой болезни в Голливуде. Автор книги по хиромантии, он владел англоязычной газетой в Париже. Его медсестра сказала, что в ночь, когда он умер, часы за пределами его комнаты трижды пробили час дня. Его вдова, графиня Лена Хамон, сказала, что ее 70-летний муж, который был другом и советником киноактеров в конце жизни, а также европейской аристократии и королевской семьи в начале своей карьеры, предсказал свою собственную смерть за час до смерти.